# LFK NG
LFK NG iz Lenkflugkörper Neue Generation ("Navođene rakete nove generacije") bio je otkazani raketni sustav zemlja-zrak kratkog dometa koji su za njemačku vojsku razvijali MBDA Njemačka i Diehl Defence kao zamjena za svoje sustave protuzračne obrane Roland i kao dio novog vojnog programa protuzračne obrane SysFla kao dopuna novim sustavima protuzračne obrane Ozelot. Bila je to varijanta projektila IRIS-T.
Karakteristike su uključivale visokoosjetljivu infracrvenu tražilicu za samonavođenje sposobnu identificirati mete s iznimno niskim infracrvenim potpisom, kao što su drugi projektili ili bespilotne letjelice, uz zrakoplove i helikoptere, te penetratorsku bojevu glavu za napad na poluoklopljene mete kao što su borbeni helikopteri. Tragač je u velikoj mjeri usvojen projektilom IRIS-T.

## Platforme
Projektil se trebao lansirati okomito, npr. sa stacionarnih lansirnih platformi, kamiona ili oklopnih vozila kao što su GTK Boxer i Ozelot, ili horizontalno iz helikoptera kao što je Eurocopter Tiger.
Kao dio njemačkog projekta SysFla, LFK NG je trebao biti integriran u stacionarne i mobilne lansirne platforme protuzračne obrane. Projekt je otkazan c. 2011.

## Tehnički podaci
- Duljina: 1.8 m
- Kalibar: 110 mm
- Domet: 10 000 m
- Brzina: do 2,2 Macha
- Težina: 28 kg
- Bojna glava: do 2,5 kg

## Vanjske poveznice
- LFK NG missile for air defence, military systems. MBDA Systems. 19. svibnja 2008. Inačica izvorne stranice arhivirana 6. prosinca 2010.
- Surface-to-air guided missiles. Diehl BGT Defence. Inačica izvorne stranice arhivirana 27. rujna 2007.